# آسیاب بدشت
آسیاب بدشت مربوط به دوره صفوی است و در شهرستان شاهرود، روستای بدشت واقع شده و این اثر در تاریخ ۲۵ خرداد ۱۳۸۱ با شمارهٔ ثبت ۵۸۴۲ به‌عنوان یکی از آثار ملی ایران به ثبت رسیده است.